# Kathrin Anklam-Trapp

Kathrin Anklam-Trapp (2023)

Kathrin Anklam-Trapp (* 21. März 1968 in Worms) ist eine deutsche Politikerin (SPD) und seit 2006 Mitglied des Landtages Rheinland-Pfalz. Sie ist seit Dezember 2023 Vizepräsidentin des Landtages von Rheinland-Pfalz.

## Ausbildung, Beruf und Familie
Kathrin Anklam-Trapp absolvierte von 1985 bis 1987 eine Ausbildung zur Krankenschwester und war bis 1990 als solche tätig. Von 1990 bis 1992 absolvierte sie eine OP-Fachausbildung und arbeitete bis zu ihrem Einzug in den Landtag 2006 als OP-Fachkrankenschwester.
Sie lebt mit ihrer Familie in Monsheim und hat zwei Kinder.

## Politik
Kathrin Anklam-Trapp wurde 1993 Mitglied der SPD und war von 1999 bis 2005 Vorsitzende des SPD-Verbandes Monsheim. Von 2004 bis 2020 war sie Vorsitzende des SPD-Unterbezirks Alzey-Worms. Sie war von 1996 bis 2015 und ist seit 2019 wieder Mitglied des Ortsgemeinderats und seit 1999 Mitglied des Verbandsgemeinderats Monsheim. 1999 wurde sie in den Kreistag von Alzey-Worms gewählt und ist seit 2019 Vorsitzende der SPD-Kreistagsfraktion.
Seit 2012 ist sie Mitglied des Vorstandes der Arbeitsgemeinschaft Sozialdemokraten im Gesundheitswesen und Mitglied des Landesvorstands der SPD Rheinland-Pfalz.
Am 18. Mai 2006 errang sie erstmalig das Direktmandat im Wahlkreis 32 (ehemals Nierstein/Oppenheim) für den Rheinland-Pfälzischen Landtag, was ihr auch bei den Landtagswahlen 2011, 2016 und zuletzt 2021 gelang.
In der 16. Legislaturperiode war sie Arbeitskreis-Vorsitzende und stellvertretende Vorsitzende des Ausschusses für Soziales, Arbeit, Gesundheit und Demografie sowie Mitglied des Ausschusses für Landwirtschaft, Ernährung, Weinbau, Umwelt und Forsten und Mitglied des Ausschusses Medien und Netzpolitik. In der 17. Legislaturperiode war sie Mitglied des Ausschusses für Gesundheit, Pflege und Demografie und des Ausschusses für Soziales und Arbeit.
Sie war von 2011 bis 2021 gesundheitspolitische Sprecherin der SPD-Fraktion. 
In der 18. Wahlperiode war sie Arbeitskreisvorsitzende für Arbeit, Soziales, Pflege und Transformation sowie stellvertretende Fraktionsvorsitzende der SPD-Landtagsfraktion. Weiterhin ist sie Mitglied im Ältestenrat, im Ausschuss für Arbeit, Soziales, Pflege und Transformation sowie im Ausschuss für Gesundheit. In der SPD-Fraktion ist sie Sprecherin für Pflegepolitik und für Menschen mit Behinderung.
Am 13. Dezember 2023 wurde sie zur Vizepräsidentin des Landtages von Rheinland-Pfalz gewählt.